# Hangonsaaret
Hangonsaaret är en ö i Finland. Den ligger i sjön Uurainen och i kommunen Konnevesi i den ekonomiska regionen  Äänekoski ekonomiska region  och landskapet Mellersta Finland, i den centrala delen av landet, 270 km norr om huvudstaden Helsingfors. Öns största längd är 100 meter i nord-sydlig riktning. Notera att namnet antyder att det är fråga om flera öar.